# Gießen (Worms)

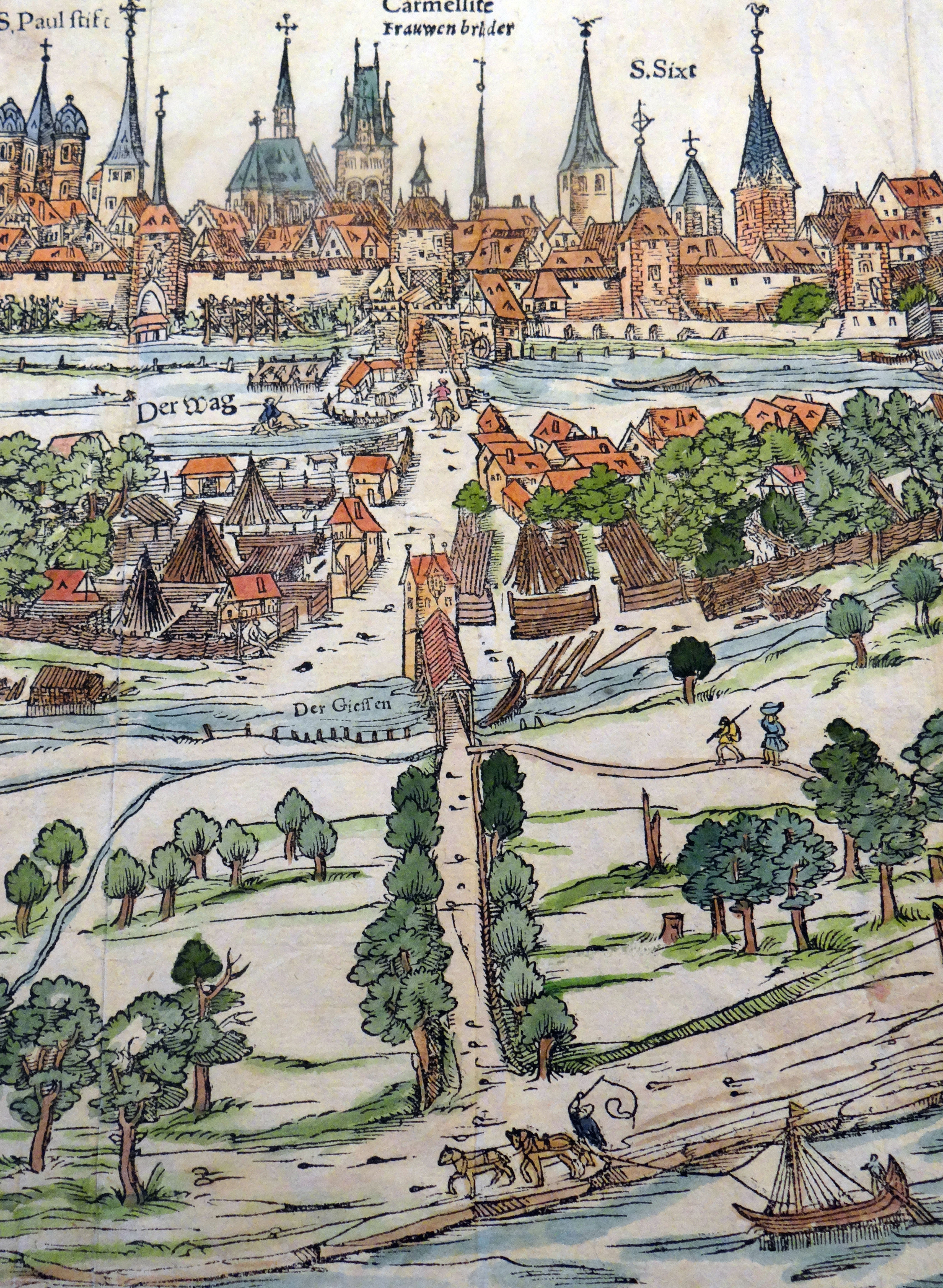
Straße vom Rhein (Vordergrund) nach Worms mit den Übergängen über den Gießen (vorne) und den Woog (hinten) auf die Rheinpforte zu

Der Gießen war ein Rheinnebenarm bei Worms.

## Geografische Lage
Der Gießen erstreckte sich in süd-nördlicher Richtung parallel zum Rhein zwischen diesem und der östlichen Stadtbefestigung Worms.

## Geschichte
Der Gießen war eines von mehreren Gewässern östlich von Worms. Er diente somit auch als rheinseitiges Annäherungshindernis vor der Stadtbefestigung. Holzbrücken vermittelten die Verbindung über den Gießen zwischen Stadt und Rhein. In den Gießen mündete der Eisbach, der zunächst die Stadt Worms durchfloss und mit Brauchwasser versorgte. Als im letzten Jahrzehnt des 19. Jahrhunderts der Hafen Worms neu errichtet wurde, war der Gießen dem im Weg. Er wurde beim Bau des Floß- und des Handelshafens 1890–1893 beseitigt.